# Serrano jezik
Serrano jezik (SO 639-3: ser), gotovo izumrli ili izumrli jezik koji se govorio na području planina San Bernardino, sjeverno od Los Angelesa u južnoj Kaliforniji. Danas se pleme Serrano služi engleskim jezikom, a 1994. poznato je da ga je govorila tek jedna osoba, to je bila Dorothy Ramon koja ga je jedina tečno govorila, i koja je umrla 2002. godine. Jedina osoba koja ga danas gotovo tečno govori je njezin nečak Ernest H. Siva.
Pripadnici plemena danas rade na njegovom spašavanju zahvaljujući materijalu i podacima koje je Dorothy Ramon pružila jezikoslovacu Ericu Elliottu koji je s njom radio na tome poslu više od 10 godina.
Serrano je bio predstavnik podskupine Serrano-Gabrielino, šire skupine takic, juto-astečka porodica.

## Vanjske poveznice
- Ethnologue (14th)
- Ethnologue (15th)